# 뷜로
뷜로(bülow, 1999년 12월 25일 ~ )는 캐나다의 가수이다. 2019 주노상 올해의 신인상 수상자이다.

## 음반 목록

### EP
- Damaged Vol. 1 (2017)
- Damaged Vol. 2 (2018)
- Crystalline (2019)
- The Contender (2019)